# Фолло (футбольний клуб)
«Фолло» (норв. Follo Fotballklubb) — норвезький футбольний клуб з Ши. Був заснований 2000 року. Найвищим досягненням клубу є вихід у фінал Кубку Норвегії у 2010 році.

## Історія
Був заснований в 2000 році як об'єднання п'яти місцевих клубів: «Аш», «Оппегард», «Лангус», «Ши» і «Нордбю».
Перший успіх прийшов до «Фолло» в 2006 році, коли він дістався до чвертьфіналу Кубка Норвегії, обігравши за одним ходом чинного володаря трофея «Мольде». Каменем спотикання став майбутній фіналіст «Сандерфіорд», якому «Фолло» поступилося з рахунком 0:1.
Чотири роки по тому, в 2010 році, команда вперше в історії зіграла у фіналі Кубка країни. У попередніх стадіях були обіграні «Ліллестрем» (4:2) і «Русенборг» (3:2). Причому, якщо «Фолло» в тому сезоні перебував у нижній частині Адекколігі, то «Русенборг» був непереможний на шляху до чергового чемпіонства в Тіппелізі. У фіналі «Фолло» поступився «Стремсгодсету» з рахунком 0:2.